# Exoprosopa ogilviei
Exoprosopa ogilviei är en tvåvingeart som beskrevs av Hesse 1956. Exoprosopa ogilviei ingår i släktet Exoprosopa och familjen svävflugor. Inga underarter finns listade i Catalogue of Life.